# Artakowo
Artakowo (ros. Артаково) – osiedle przy stacji kolejowej w zachodniej Rosji, w sielsowiecie sielekcyonnym rejonu lgowskiego w obwodzie kurskim.

## Geografia
Miejscowość położona jest 2 km od centrum administracyjnego sielsowietu (Sielekcyonnyj), 5 km na południowy zachód od centrum administracyjnego rejonu (Lgow), 70 km na południowy zachód od Kurska, przy drodze regionalnego znaczenia 38K-017 (Kursk – Lgow – Rylsk – granica z Ukrainą) jako część trasy europejskiej E38, w sąsiedztwie stacji kolejowej „Artakowo”.
W osiedlu znajduje się 6 posesji.
Klimat
Miejscowość, jak i cały rejon, znajduje się w strefie klimatu kontynentalnego z łagodnym ciepłym latem i równomiernie rozłożonymi opadami rocznymi (Dfb w klasyfikacji klimatów Köppena).

## Demografia
W 2010 r. osiedle zamieszkiwało 21 osób.